# Finansdepartementet (Schweden)

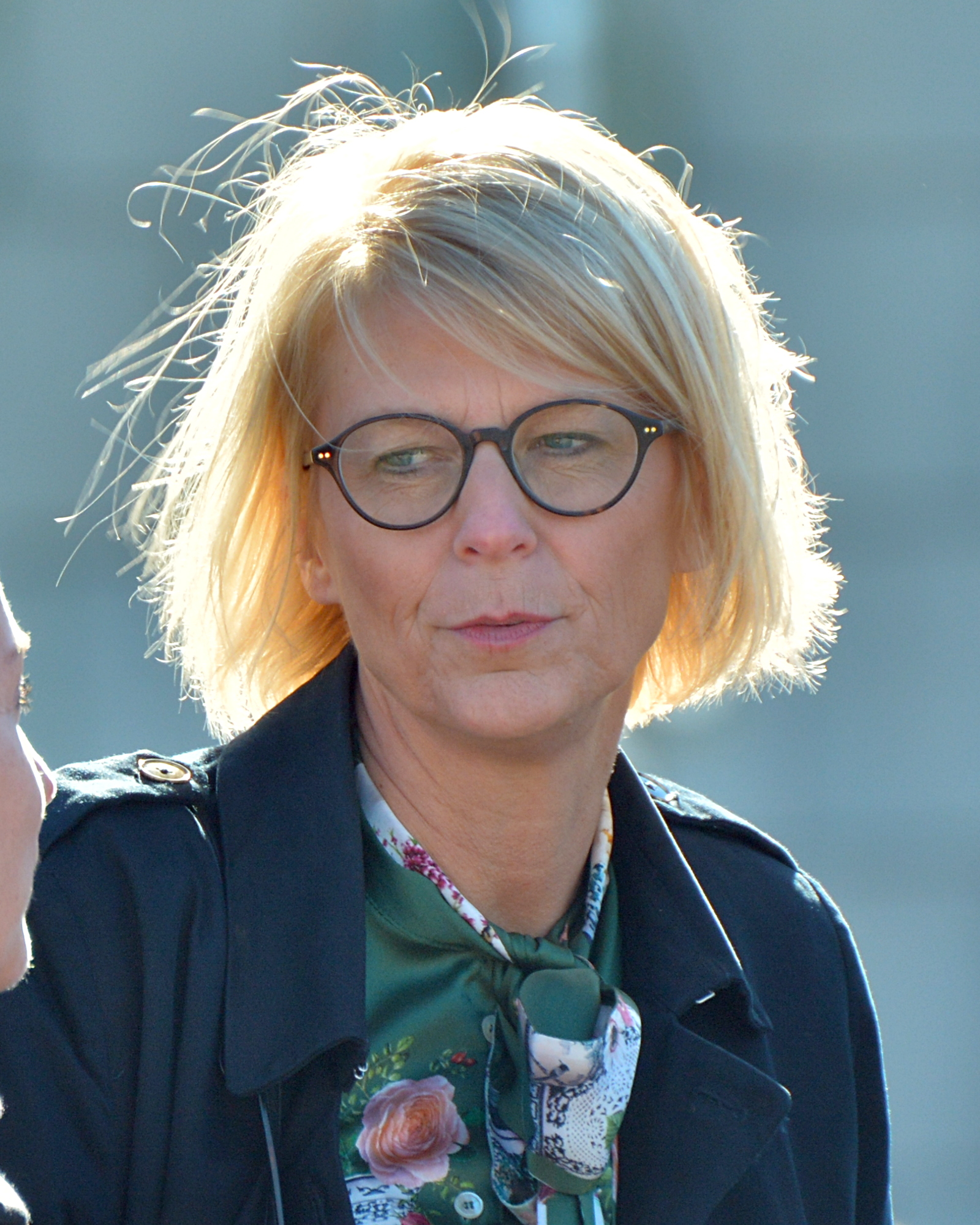
Finanzministerin Elisabeth Svantesson

Das schwedische Finanzministerium (schwedisch Finansdepartementet) ist ein Ministerium der schwedischen Zentralregierung. Es ist unter anderem zuständig für die Wirtschaftspolitik der Zentralregierung, Staatshaushalt, Finanzmarktpolitik, Steuern, Bankenwesen, Regulierung und Lizenzierung des schwedischen Glücksspielwesens und für die ökonomischen Beziehungen der Zentralregierung zu den schwedischen Kommunen, Läns (Landsting) und Regionen sowie zur Europäischen Union.
2016 hatte das Finanzministerium 516 Angestellte, nur ca. 30 davon sind politische Beamte. Wie im politischen System Schwedens üblich sitzen dem Ministerium mehrere Minister vor: ein Finanzminister und gleichzeitig Ministeriumschef, ein Minister für Finanzmarkt und Konsumenten sowie ein Zivilminister für öffentliche Verwaltung. Darüber hinaus sitzen mehrere Staatssekretäre den neun Abteilungen des Finanzministeriums vor. Das Ministerium hat seinen Sitz in der Drottninggatan 21 in Stockholm.
In den Regierungen Löfven I bzw. II bekleideten Magdalena Andersson seit Oktober 2014 das Amt der Finanzministerin. Per Bolund war Minister für Finanzmarkt und Konsumenten und Ardalan Shekarabi Zivilminister.
Gegenwärtig ist in der Regierung Kristersson seit 2022 Elisabeth Svantesson im Amt, Erik Slottner ist Zivilminister für öffentliche Verwaltung und Niklas Wykman Minister für die Finanzmärkte.